# Unterseeboot 455
Le Unterseeboot 455 (ou U-455) est un sous-marin (U-Boot) de type VII.C utilisé par la Kriegsmarine pendant la Seconde Guerre mondiale.
Commandé le 16 juin 1940 à Kiel (Deutsche Werke), il est lancé le 21 juin 1941 et mis en service le 21 août 1941, sous le commandement de l'Oberleutnant zur See Hans-Heinrich Giessler. Il coule au large de Gênes en avril 1944.

## Conception
Unterseeboot type VII, l'U-455 avait un déplacement de 769 tonnes en surface et 871 tonnes en plongée. Il avait une longueur de 67,10 m, un maître-bau de 6,20 m, une hauteur de 9,60 m et un tirant d'eau de 4,74 m. Le sous-marin était propulsé par deux hélices de 1,23 m, deux moteurs diesel Germaniawerft M6V 40/46 de 6 cylindres en ligne de 1400 cv à 470 tr/min, produisant un total de 2 060 à 2 350 kW en surface et de deux moteurs électriques Siemens-Schuckert GU 343/38-8 de 375 cv à 295 tr/min, produisant un total 550 kW, en plongée. Le sous-marin avait une vitesse en surface de 17,7 nœuds (32,8 km/h) et une vitesse de 7,6 nœuds (14,1 km/h) en plongée. Immergé, il avait un rayon d'action de 80 milles marins (150 km) à 4 nœuds (7,4 km/h; 4,6 milles par heure) et pouvait atteindre une profondeur de 230 m. En surface son rayon d'action était de 8 500 milles nautiques (soit 15 700 km) à 10 nœuds (19 km/h).
L'U-455 était équipé de cinq tubes lance-torpilles de 53,3 cm (quatre montés à l'avant et un à l'arrière) qui contenait quatorze torpilles. Il était équipé d'un canon de 8,8 cm SK C/35 (220 coups) et d'un canon antiaérien de 20 mm Flak. Il pouvait transporter 26 mines TMA ou 39 mines TMB. Son équipage comprenait quatre officiers et 40 à 56 sous-mariniers.

## Historique
Il sert dans la 5. Unterseebootsflottille (flottille d'entrainement) jusqu'au 31 décembre 1941, dans la 7. Unterseebootsflottille jusqu'au 29 février 1944 et dans la 29. Unterseebootsflottille jusqu'à sa perte.

### Missions 1, 2 et 3
Sa première mission se déroule du 15 janvier au 28 février 1942, vers l'Islande et en mer de Norvège. Sa deuxième mission commence le 21 mars 1942, avec son arrivée à Saint-Nazaire le 30 mars, son port d'attache par la suite.
Lors de sa troisième mission du 13 avril au 16 juin, le premier bâtiment allié (le British Workman) est coulé dans l'Atlantique.
La première torpille est sans effet, la seconde atteint le navire allié de 6 994 tonnes. Il retourne à Saint-Nazaire le 16 juin après une mission de 62 jours.

### Missions 4, 5
Sa quatrième mission est plus longue, le sous marin se rendant jusqu'à la côte américaine (Géorgie et sud est de Savannah). Il retourne à Saint-Nazaire le 28 octobre 1942 alors qu'il avait appareillé le 22 août, soit une mission de 68 jours.
Sa cinquième mission commence le 24 novembre 1942, il traverse une large portion de l’Atlantique, sans résultat opérationnel.

### Missions 6, 7 et 8
Sa sixième mission est également sans succès. Le seul événement notable lors de cette mission est la blessure d'un sous-marinier par l'arme anti-aérienne du sous marin.
Sa septième mission s'engage avec un autre commandant, le Kapitänleutnant Hans-Martin Scheibe, à partir du 22 novembre 1942. L'U-455 avec l'U-264 et l'U-422 sont attaqués en surface le 4 octobre 1943 lors de leur ravitaillement avec l'U-460 par un avion TBF Avenger du USS Card (CVE-11). Les petits sous-marins se sont échappés ; l'U-460 a coulé.

### Mission 9
Le sous-marin part de Saint-Nazaire le 6 janvier 1944. Il traverse le détroit de Gibraltar de nuit en régime silencieux (moteurs électriques) après quarante heures de plongée et un taux d'oxygène bas. Il touche Toulon le 3 février.

### Mission 10 et naufrage
Il coule le 6 avril 1944 au large de Gênes, en Méditerranée, à la position 44° 18′ 06″ N, 9° 02′ 09″ E, probablement par l'explosion d'une des mines d'un champ de mines allemand. Les cartes adéquates n'étaient probablement pas à bord du sous-marin.
L'épave est découverte en 2008 par 120 m de fond, par deux spécialistes de plongée profonde, Lorenzo del Veneziano et Roberto Rinaldi. Elle gît verticalement, la proue vers le haut.
Le mécanicien Luke Brauer, qui servit à bord jusqu'à la 9e patrouille et fut muté à l'académie navale avant la dernière mission, confirme au cours d'une exploration en mer en 2008 qu'il s'agit bien de l'U-455.
Sa dernière transmission eut lieu le 2 avril 1944, quatre jours avant sa disparition, quand il communiqua au large des côtes d'Alger.
Les cinquante-et-un membres d'équipage trouvèrent la mort dans ce naufrage.

## Affectations
- 5. Unterseebootsflottille du 21 août 1941 au 31 décembre 1941 (période de formation).
- 7. Unterseebootsflottille du 1er janvier 1942 au 29 février 1944 (unité combattante).
- 29. Unterseebootsflottille du 1er mars 1944 au 5 avril 1944 (unité combattante).

## Commandement
- Oberleutnant zur See Hans-Heinrich Giessler du 21 août 1941 au 22 novembre 1942.
- Kapitänleutnant Hans-Martin Scheibe du 22 novembre 1942 au 22 novembre 1942.

## Patrouilles
|       | Commandant                   | Départ            | Départ      | Arrivée          | Arrivée     | Jours     | Succès   |
| ----- | ---------------------------- | ----------------- | ----------- | ---------------- | ----------- | --------- | -------- |
| 1     | Oblt. Hans-Heinrich Giessler | 15 janvier 1942   | Kiel        | 28 février 1942  | Bergen      | 45 jours  |          |
| 2     | Oblt. Hans-Heinrich Giessler | 21 mars 1942      | Bergen      | 30 mars 1942     | St. Nazaire | 10 jours  |          |
| 3     | Oblt. Hans-Heinrich Giessler | 16 avril 1942     | St. Nazaire | 16 juin 1942     | St. Nazaire | 62 jours  | 13 908   |
| 4     | Oblt. Hans-Heinrich Giessler | 22 août 1942      | St. Nazaire | 28 octobre 1942  | St. Nazaire | 68 jours  |          |
| 5     | Hans-Martin Scheibe          | 24 novembre 1942  | St. Nazaire | 24 janvier 1943  | St. Nazaire | 62 jours  |          |
| 6     | Hans-Martin Scheibe          | 23 mars 1943      | St. Nazaire | 23 avril 1943    | St. Nazaire | 32 jours  | 3 777    |
| 7     | Hans-Martin Scheibe          | 30 mai 1943       | St. Nazaire | 31 juillet 1943  | St. Nazaire | 63 jours  |          |
| 8     | Kptlt. Hans-Martin Scheibe   | 20 septembre 1943 | St. Nazaire | 11 novembre 1943 | Lorient     | 53 jours  |          |
| 9     | Kptlt. Hans-Martin Scheibe   | 6 janvier 1944    | Lorient     | 3 février 1944   | Toulon      | 29 jours  |          |
| 10    | Kptlt. Hans-Martin Scheibe   | 22 février 1944   | Toulon      | 5 avril 1944     | Coulé       | 44 jours  |          |
| Total | Total                        | Total             | Total       | Total            | Total       | 468 jours | 17 685 t |

Note : Oblt. = Oberleutnant zur See - Kptlt. = Kapitänleutnant

### Opérations Wolfpack
L'U-455 participa à 6 Wolfpacks (meutes de loup) durant sa carrière opérationnelle :
- Hecht (27 janvier 1942 - 4 février 1942)
- Pfadfinder (21-27 mai 1942)
- Draufgänger (29 novembre 1942 - 11 décembre 1942)
- Ungestüm (11-30 décembre 1942)
- Sans nom (11-23 juillet 1943)
- Schlieffen (14 octobre 1943)

## Navires coulés
L'U-455 coula 3 navires marchands pour un total de 17 685 tonneaux au cours des 10 patrouilles (468 jours en mer) qu'il effectua.
| Date          | Nom             | Nationalité  | Tonnage | Fait  |
| ------------- | --------------- | ------------ | ------- | ----- |
| 3 mai 1942    | British Workman | Royaume-Uni  | 6 994   | Coulé |
| 11 juin 1942  | Geo H. Jones    | Royaume-Uni  | 6 914   | Coulé |
| 25 avril 1943 | Rouenais        | France libre | 3 977   | Coulé |

## Découverte
Durant l'été 2008, Lorenzo del Veneziano, Roberto Rinaldi et Aldo Ferucci, spécialistes des plongées profondes, découvrent à 120 mètres de fond un sous-marin presque intact. 
L'épave est identifiée comme celle de l'U-455 avec l’aide de Luc et de Marc Braeuer. Elle fait l'objet d'un documentaire diffusé par la chaîne ARTE, étant photographiée par le photographe sous-marin français Alexandre Hache à de nombreuses reprises,.